# Drawing Down the Moon
Drawing Down the Moon — дебютный полноформатный альбом финской блэк-метал-группы Beherit, выпущенный в 1993 году лейблом Spinefarm Records. Предыдущий альбом The Oath of Black Blood представляет собой сборник, состоящий из раннего материала группы — мини-альбома Dawn of Satan's Millennium и демозаписи Demonancy и не признаётся участниками группы как первый альбом.

## Об альбоме
Название диска Drawing Down the Moon вдохновлено наименованием древнего ритуала. Лирика альбома посвящена оккультной, сатанинской и языческой тематике, а также чёрной магии. В частности композиция «Intro (Tireheb)» посвящена седьмой основе сатанизма Лавея: 

Сатана представляет человека всего лишь ещё одним животным, которое иногда лучше, чаще же намного хуже тех, что ходят на четырёх лапах, которое из-за своего «превосходного развития духовности и интеллекта» стало самым порочным животным из всех!
Композиция «Salomon’s Gate» посвящена оккультизму Соломона и, в некоторой степени, истории Израиля. «Nocturnal Evil» посвящена ритуалам чёрной магии (текст композиции была сочинена в рамках проекта участников The Lord Diabolus). «Sodomatic Rites» повествует о язычниках и языческом сексе. Текст «The Gate of Nanna» основана на Некрономиконе. «Summerlands» посвящена земле, куда попадает человек после смерти и где царит вечное лето. «Werewolf, Semen And Blood» повествует о языческом рае. На текст «Thou Angel Of The Gods» повлияли взгляды Алистера Кроули. «Lord Of Shadows & Goldenwood» основана на текстах языческих ритуалов.

## Список композиций
Слова и музыка всех песен — Нуклеар Холокосто.
| №   | Название                         | Длительность |
| --- | -------------------------------- | ------------ |
| 1.  | «Intro (Tireheb)»                | 0:45         |
| 2.  | «Salomon’s Gate»                 | 3:42         |
| 3.  | «Nocturnal Evil»                 | 2:53         |
| 4.  | «Sadomatic Rites»                | 4:07         |
| 5.  | «Black Arts»                     | 3:33         |
| 6.  | «The Gate of Nanna»              | 4:15         |
| 7.  | «Nuclear Girl»                   | 1:32         |
| 8.  | «Unholy Pagan Fire»              | 3:54         |
| 9.  | «Down There…»                    | 2:36         |
| 10. | «Summerlands»                    | 3:20         |
| 11. | «Werewolf, Semen and Blood»      | 3:08         |
| 12. | «Thou Angel of the Gods»         | 2:23         |
| 13. | «Lord of Shadows and Goldenwood» | 3:23         |

## Участники записи
- Нуклеар Холокосто — гитара, вокал
- Блэк Джизас — бас-гитара
- Некроперверсор — ударные